# 아타우루섬

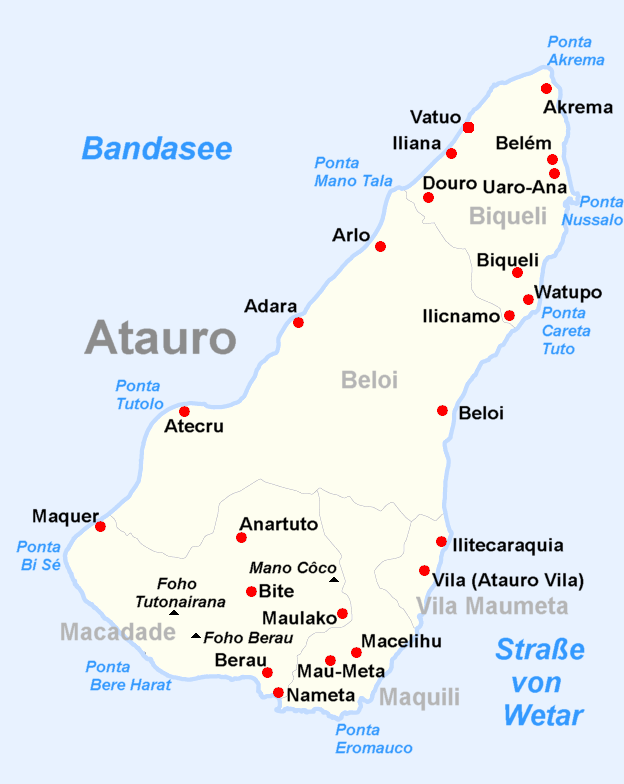
아타우루 섬의 위치

아타우루섬(Atauro)은 동티모르의 섬으로 면적은 105km2, 길이는 25km, 넓이는 9km, 인구는 약 8,000명이다. 행정 구역상으로는 딜리현에 속한다. 동티모르의 수도인 딜리에서 북쪽으로 25km 정도 떨어진 곳에 위치한다.